# Прокофьев, Владимир Семёнович
Владимир Семёнович Прокофьев (6 апреля 1944 — 26 августа 1993) — советский хоккеист, нападающий.

## Биография
Воспитанник московских хоккейных школ «Алмаз» и «Спартак».
В классе «А» играл за команды «Спартак» Москва (1961/62 — 1964/65) и «Динамо» Киев (1965/66 — 1968/69). В сезонах 1971/72 — 1973/74 выступал за рязанский «Станкостроитель» во второй лиге.

## Достижения
- Чемпион СССР (1962)[1]
- Победитель хоккейного турнира I зимней Спартакиады народов СССР 1962.